# Simon Kjær
Simon Kjær, né le 26 mars 1989 à Horsens au Danemark, est un ancien footballeur international danois, ayant évolué au poste de défenseur central de 2007 à 2024.

## Biographie

### Carrière en club

#### FC Midtjylland (2007-2008)
Né à Horsens au Danemark, Simon Kjær est formé par le club local de l'AC Horsens puis par le FC Midtjylland.
En avril 2007, Simon Kjær remporte le tournoi international de Loches avec Midtjylland, et est élu meilleur joueur. Kjaer débute en équipe première du FC Midtjylland en octobre 2007. En novembre 2007, il est déjà nommé meilleur joueur danois de moins de 19 ans. Des clubs anglais tels que le Liverpool FC ou le Middlesbrough FC s'intéressent à lui, mais c'est le Real Madrid, qui fera une offre de transfert en août 2007, offre repoussée par le club danois.

#### US Palerme (2008-2010)
Alors qu'il est courtisé par plusieurs clubs anglais comme le Middlesbrough FC et le Chelsea FC, Simon Kjær signe dès février 2008 un contrat de cinq ans avec l'US Palerme, prenant effet en juin 2008. Le transfert avoisinant les 4 millions €. Simon joue son premier match pour Palerme le 26 octobre 2008 en Serie A contre l'Fiorentina. Il entre en jeu lors de cette rencontre perdue par les siens (1-3). Le 3 novembre suivant, pour sa troisième apparition, il inscrit son premier but pour son nouveau club contre le Chievo Vérone, contribuant à la victoire de son équipe (3-0).

#### VfL Wolfsburg (2010-2013)
Le 8 juillet 2010, juste après la coupe du monde 2010 qu'il a disputé avec sa sélection, il signe pour le VfL Wolfsburg. Le transfert avoisinerait les 13 millions d'euros. Il fait sa première apparition sous ses nouvelles couleurs le 15 août 2010 en coupe d'Allemagne face au Preußen Münster (victoire 1-2 de Wolfsburg). Il débute en Bundesliga le 20 août suivant lors de la première journée de la saison 2010-2011 face au Bayern Munich, contre qui son équipe s'incline (2-1). Kjær inscrit son premier but pour Wolfsburg le 21 janvier 2011, lors d'une rencontre de championnat contre le FSV Mayence. Il marque le seul but de la partie d'un coup de tête, sur un service de Diego Ribas, et donne ainsi la victoire aux siens. Il forme notamment la charnière centrale titulaire de Wolfsburg aux côtés d'Andrea Barzagli jusqu'au départ de ce dernier en janvier 2011.

#### AS Rome (2011-2012)
Les Giallorossi ont confirmé via leur site officiel l'arrivée sous forme de prêt payant - environ deux millions d'euros - de l'international danois, qui se morfondait en Bundesliga au VfL Wolfsburg. Ce prêt est également assorti d'une option d'achat estimée à 7 millions d'euros. Le club de la capitale ne lèvera finalement pas cette option d'achat et laisse le joueur repartir en Allemagne.

#### Lille LOSC (2013-2015)

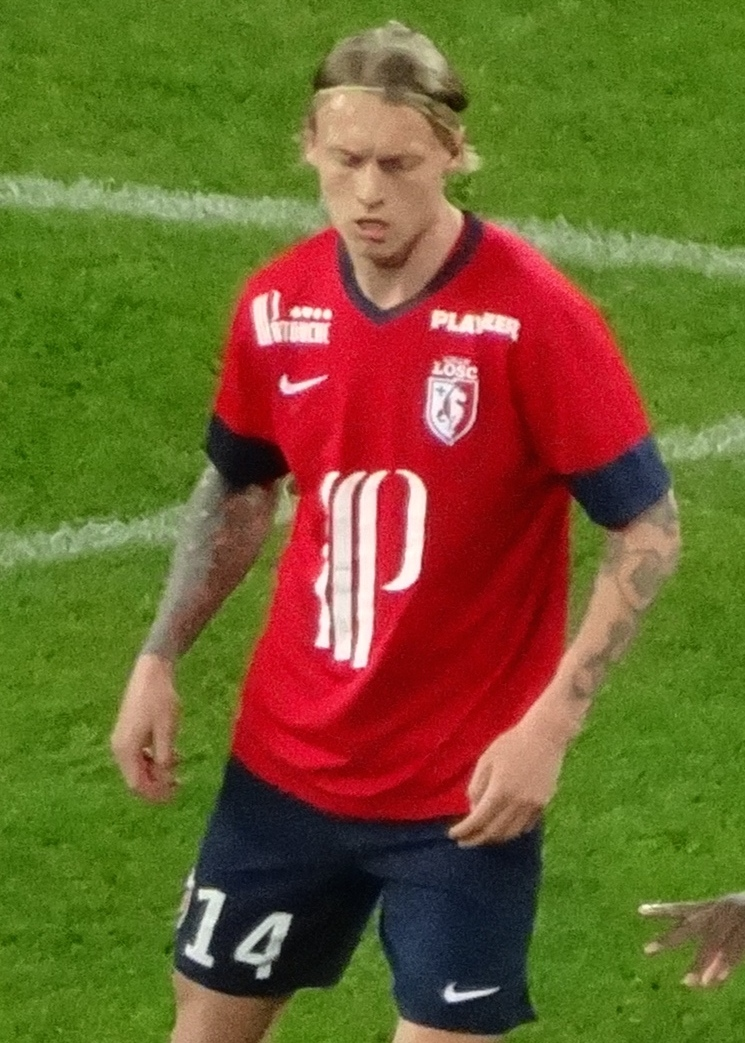
Simon Kjær avec le LOSC en 2014.

Après ce passage mitigé à Wolfsburg, il signe au LOSC le 5 juillet 2013 un contrat de quatre ans dans le club du nord, avec l'envie de relancer sa carrière. Nouveau joueur de la L1, très vite apprécié des supporters, il effectue des débuts remarqués et remarquables dans le championnat. Aux côtés de ses collègues défensifs (Marko Baša, Franck Béria, Pape Souaré, sans oublier le gardien Vincent Enyeama), il réalise un excellent début de saison, et est donc grandement impliqué dans le très bon début de saison du club, 2e après les matchs aller et n'encaissant que quatre buts lors des seize premières journées, performance historique dans l'histoire du championnat de France.
Il sera malheureusement indisponible lors du choc de la 19e journée contre le Paris Saint-Germain de Zlatan Ibrahimović, le duel entre les deux joueurs scandinaves, très attendu alors, n'aura donc pas lieu.
Lille finira finalement 3e à l'issue de cette saison, et le joueur restera au club pour celle de 2014-2015. Bien que celle-ci sera décevante au niveau collectif, Simon Kjær confirmera sa très bonne première saison française, et s'illustrera également sur la scène européenne, en inscrivant notamment un coup franc direct contre le club de FK Krasnodar en Ligue Europa.

#### Fenerbahçe (2015-2017)
Le 17 juin 2015, le LOSC et Fenerbahçe tombent d'accord pour un transfert de 7,65 millions d'euros. Il s'engage pour quatre ans avec le club turc.

#### Séville (2017-2020)
Le 2 août 2017, Simon Kjær s'engage avec le Séville FC pour un contrat de quatre ans, soit jusqu'en juin 2021.
Kjær joue son premier match pour Séville le 19 août 2017, lors de la première journée de la saison 2017-2018 de Liga face à l'Espanyol de Barcelone. Il est titularisé en défense centrale aux côtés de Clément Lenglet, et les deux équipes se neutralisent (1-1 score final). Il inscrit son premier but pour le club le 17 octobre 2017, lors d'une rencontre de Ligue des champions face au FK Spartak Moscou. Bien qu'il égalise après l'ouverture du score, il ne peut empêcher la défaite de son équipe par cinq buts à un,. Touché au dos en janvier 2018, il est absent des terrains pendant plus d'un mois,.
Alors que Kjær s'est établi comme un titulaire dans la défense de Séville, son aventure en Espagne prend fin avec l'arrivée au poste d'entraîneur de Julen Lopetegui. Le club disposant de trop de joueurs en défense centrale est enclin à laisser partir l'international danois.

#### Retour en Italie à Bergame puis Milan (2019-2024)
Le 2 septembre 2019 Kjær fait son retour en Serie A, en étant prêté pour la saison 2019-2020 à l'Atalanta Bergame.
Le 13 janvier 2020, après seulement cinq rencontres de Serie A, le défenseur est prêté à l'AC Milan pour le reste de la saison avec option d'achat. Il joue son premier match pour le Milan en étant titularisé le 15 janvier 2020 en coupe d'Italie face à la SPAL, contre qui les Milanais s'imposent.
Le 15 juillet 2020, le club milanais lève l'option d'achat de Kjær, ce dernier ayant convaincu par de solides prestations. Il forme la charnière centrale titulaire avec Alessio Romagnoli. Il s'engage jusqu'en juin 2022 avec le club milanais.
Le 11 mars 2021, il marque son premier but avec l'AC Milan, un des plus importants, il égalise sur corner dans le temps additionnel de la rencontre contre Manchester United (1-1) pour le compte des huitièmes de finale aller de la Ligue Europa.
Fin octobre, Kjær prolonge son contrat avec l'AC Milan jusqu'en juin 2024.
Le 1er décembre 2021, lors du match au Genoa (0-3), Kjær se blesse aux ligaments du genoux gauche. Après une opération, son absence est estimée à six mois.
Sans club depuis son départ du Milan à l'été 2024, Simon Kjær annonce officiellement la fin de sa carrière professionnelle le 13 janvier 2025.

### En sélection
Simon Kjær honore sa première sélection avec l'équipe nationale du Danemark le 6 juin 2009 face à la Suède. Il est titularisé en défense centrale aux côtés de Daniel Agger et le match se solde par la victoire de son équipe (0-1). Lors de la Coupe du monde 2010, il effectue une passe en profondeur de 50 mètres pour Dennis Rommedahl dont le centre permettra à Nicklas Bendtner d'égaliser contre le Cameroun avant que le Danemark n'arrache la victoire, 1-2 en deuxième mi-temps. Les Danois ne parviennent toutefois pas à sortir de la phase de groupe lors de cette compétition.
Il fut convoqué pour participer à l'Euro 2012 où les Vikings sortiront en phases de poules. À la suite du départ à la retraite de Daniel Agger, Simon Kjær est désigné capitaine du Danemark en août 2016 par le sélectionneur Åge Hareide,.
Il est retenu dans la liste des 23 joueurs de l'équipe du Danemark pour participer à la Coupe du monde 2018 en Russie. Il est l'un des leaders de cette équipe. Titulaire aux côtés d'Andreas Christensen, il officie comme capitaine et joue la totalité des matchs de son équipe. Les Danois sont battus en huitième de finale aux tirs au but par la Croatie, futur finaliste de la compétition.
Le 10 juin 2019, lors des éliminatoires de l'Euro 2020 face à la Géorgie, il se distingue en délivrant une passe décisive pour Kasper Dolberg sur l'ouverture du score de son équipe, puis en provoquant un penalty en faveur du Danemark, transformé par Christian Eriksen. Il contribue ainsi à la large victoire de son équipe (5-1).
Le 12 juin 2021, lors du premier match qui oppose le Danemark et la Finlande pour l'Euro 2020 (décalé en 2021), il sauve la vie à son coéquipier Christian Eriksen, victime d'un grave malaise cardiaque en réalisant les gestes de première urgence avant l'arrivée des secours. Il demande aussi à ses coéquipiers de former une haie autour du joueur au sol afin de respecter l'intimité des secours et empêcher les caméras braquées sur Eriksen de filmer le joueur au sol. Avec Kasper Schmeichel, il va réconforter la compagne du joueur alors que ce dernier est évacué du stade par l'équipe médicale. Toute la presse saluera l'attitude d'un capitaine héroïque le soir même du drame,.
Le 7 novembre 2022, il est sélectionné par Kasper Hjulmand pour participer à la Coupe du monde 2022.
Titularisé le 17 octobre 2023, lors d'un match comptant pour les éliminatoires de l'Euro 2024 face à Saint-Marin, Simon Kjær joue son 130e match pour le Danemark, et devient à cette occasion le joueur le plus capé de l'histoire de la sélection, battant un record de 22 ans détenu jusqu'ici par Peter Schmeichel. Les Danois l'emportent ce jour-là par deux buts à un.
Le 30 mai 2024, Kjær figure dans la liste des 26 joueurs danois retenus par Kasper Hjulmand pour participer à l'Euro 2024,. Hjulmand annonce toutefois que Kjær jouera un rôle moindre durant la phase de groupe du tournoi, le joueur se remettant d'une blessure n'étant pas prêt pour jouer régulièrement 90 minutes. Le défenseur de 35 ans ne joue pas un seul match durant la phase de groupe mais Hjulmand loue son professionnalisme et son leadership au sein de l'équipe. Alors que les Danois se qualifient difficilement pour les huitièmes de finale en terminant deuxième de son groupe, à la faveur d'un nombre de cartons inférieur à celui de la Slovénie, Kjær, ne jouant pas, voit son record de sélections être battu par Christian Eriksen. En effet, son coéquipier le dépasse au nombre de matchs joués pour le Danemark depuis le 25 juin 2024 et le match nul contre la Serbie (0-0),.
En août 2024, Simon Kjær annonce sa retraite internationale. Il aura porté pendant quinze ans le maillot de la sélection danoise, de 2009 à 2024, avec un total de 132 matchs joués. Au moment de prendre cette décision il est le deuxième joueur le plus capé du Danemark, seulement dépassé par Christian Eriksen.

## Carrière
| Saison                | Club                    | Championnat           | Championnat | Championnat | Coupe nationale | Coupe nationale | Coupe de la Ligue | Coupe de la Ligue | Supercoupe | Supercoupe | Compétition(s) continentale(s) | Compétition(s) continentale(s) | Compétition(s) continentale(s) | Danemark | Danemark | Total | Total |
| Saison                | Club                    | Division              | M.          | B.          | M.              | B.              | M.                | B.                | M.         | B.         | Comp.                          | M.                             | B.                             | M.       | B.       | M.    | B.    |
| 2007-2008             | FC Midtjylland          | SAS Ligaen            | 19          | 0           | -               | -               | -                 | -                 | -          | -          | -                              | -                              | -                              | -        | -        | 19    | 0     |
| Sous-total            | Sous-total              | Sous-total            | 19          | 0           | 0               | 0               | 0                 | 0                 | 0          | 0          | -                              | 0                              | 0                              | 0        | 0        | 19    | 0     |
| 2008-2009             | US Palerme              | Serie A               | 27          | 3           | -               | -               | -                 | -                 | -          | -          | -                              | -                              | -                              | 1        | 0        | 28    | 3     |
| 2009-2010             | US Palerme              | Serie A               | 35          | 2           | 3               | 0               | -                 | -                 | -          | -          | -                              | -                              | -                              | 10       | 0        | 48    | 2     |
| Sous-total            | Sous-total              | Sous-total            | 62          | 5           | 3               | 0               | 0                 | 0                 | 0          | 0          | -                              | 0                              | 0                              | 11       | 0        | 76    | 5     |
| 2010-2011             | VfL Wolfsburg           | Bundesliga            | 32          | 1           | 2               | 0               | -                 | -                 | -          | -          | -                              | -                              | -                              | 6        | 0        | 40    | 1     |
| 2011-août 2011        | VfL Wolfsburg           | Bundesliga            | 3           | 0           | 1               | 0               | -                 | -                 | -          | -          | -                              | -                              | -                              | 1        | 0        | 5     | 0     |
| août 2011-2012        | AS Rome (prêt)          | Serie A               | 22          | 0           | 2               | 0               | -                 | -                 | -          | -          | -                              | -                              | -                              | 9        | 0        | 33    | 0     |
| 2012-2013             | VfL Wolfsburg           | Bundesliga            | 22          | 2           | 3               | 0               | -                 | -                 | -          | -          | -                              | -                              | -                              | 8        | 1        | 33    | 3     |
| Sous-total            | Sous-total              | Sous-total            | 79          | 3           | 8               | 0               | 0                 | 0                 | 0          | 0          | -                              | 0                              | 0                              | 24       | 1        | 111   | 4     |
| 2013-2014             | Lille OSC               | Ligue 1               | 34          | 0           | 2               | 1               | -                 | -                 | -          | -          | -                              | -                              | -                              | 6        | 0        | 42    | 1     |
| 2014-2015             | Lille OSC               | Ligue 1               | 31          | 1           | -               | -               | 2                 | 1                 | -          | -          | C1+C3                          | 4+5                            | 0+1                            | 9        | 1        | 51    | 4     |
| Sous-total            | Sous-total              | Sous-total            | 65          | 1           | 2               | 1               | 2                 | 1                 | 0          | 0          | -                              | 9                              | 1                              | 15       | 1        | 93    | 5     |
| 2015-2016             | Fenerbahçe SK           | Süper Lig             | 28          | 2           | 6               | 0               | -                 | -                 | -          | -          | C1+C3                          | 2+9                            | 0+0                            | 9        | 1        | 54    | 3     |
| 2016-2017             | Fenerbahçe SK           | Süper Lig             | 27          | 1           | 5               | 0               | -                 | -                 | -          | -          | C1+C3                          | 2+9                            | 0+2                            | 8        | 0        | 51    | 3     |
| Sous-total            | Sous-total              | Sous-total            | 55          | 3           | 11              | 0               | 0                 | 0                 | 0          | 0          | -                              | 22                             | 2                              | 17       | 1        | 105   | 6     |
| 2017-2018             | Séville FC              | Liga                  | 20          | 2           | 1               | 0               | -                 | -                 | -          | -          | C1                             | 6                              | 1                              | 14       | 0        | 41    | 3     |
| 2018-2019             | Séville FC              | Liga                  | 26          | 0           | 4               | 0               | -                 | -                 | -          | -          | C3                             | 7                              | 0                              | 7        | 0        | 44    | 0     |
| Sous-total            | Sous-total              | Sous-total            | 46          | 2           | 5               | 0               | 0                 | 0                 | 0          | 0          | -                              | 13                             | 1                              | 21       | 0        | 85    | 3     |
| 2019-2020             | Atalanta Bergame (prêt) | Serie A               | 5           | 0           | -               | -               | -                 | -                 | -          | -          | C1                             | 1                              | 0                              | 6        | 0        | 12    | 0     |
| Sous-total            | Sous-total              | Sous-total            | 5           | 0           | 0               | 0               | 0                 | 0                 | 0          | 0          | -                              | 1                              | 0                              | 6        | 0        | 12    | 0     |
| 2019-2020             | AC Milan (prêt)         | Serie A               | 15          | 0           | 4               | 0               | -                 | -                 | -          | -          | -                              | -                              | -                              | -        | -        | 19    | 0     |
| 2020-2021             | AC Milan                | Serie A               | 28          | 0           | 1               | 0               | -                 | -                 | -          | -          | C3                             | 10                             | 1                              | 18       | 0        | 57    | 1     |
| 2021-2022             | AC Milan                | Serie A               | 11          | 0           | -               | -               | -                 | -                 | -          | -          | C1                             | 3                              | 0                              | 6        | 2        | 20    | 2     |
| 2022-2023             | AC Milan                | Serie A               | 17          | 0           | -               | -               | -                 | -                 | 1          | 0          | C1                             | 6                              | 0                              | 7        | 0        | 31    | 0     |
| 2023-2024             | AC Milan                | Serie A               | 20          | 0           | 1               | 0               | -                 | -                 | -          | -          | C1+C3                          | 1+3                            | 0+0                            | 5        | 0        | 30    | 0     |
| Sous-total            | Sous-total              | Sous-total            | 91          | 0           | 6               | 0               | 0                 | 0                 | 1          | 0          | -                              | 23                             | 1                              | 37       | 2        | 158   | 3     |
| Total sur la carrière | Total sur la carrière   | Total sur la carrière | 421         | 14          | 35              | 1               | 2                 | 1                 | 1          | 0          | -                              | 68                             | 5                              | 132      | 5        | 659   | 26    |

### Buts internationaux
| 0 | Date             | Lieu                                | Adversaire         | Score | Résultats       | Compétitions                            |
| - | ---------------- | ----------------------------------- | ------------------ | ----- | --------------- | --------------------------------------- |
| 1 | 22 mars 2013     | Stade Andrův, Olomouc, Tchéquie     | Tchéquie           | 0-2   | 0 - 3           | Éliminatoires de la Coupe du monde 2014 |
| 2 | 14 novembre 2014 | Stade du Partizan, Belgrade, Serbie | Serbie             | 1-2   | 1 - 3           | Éliminatoires de l'Euro 2016            |
| 3 | 3 juin 2016      | Stade Toyota, Toyota, Japon         | Bosnie-Herzégovine | 0-1   | 2 - 2 4-3 t.a.b | Coupe Kirin                             |

## Palmarès

### En club
- Fenerbahçe SK : 
  - Vice-champion de SuperLig en 2015 et 2016
  - Finaliste de la Coupe de Turquie en 2016
- Séville FC :
  - Finaliste de la Coupe d'Espagne en 2018
  - Finaliste de la Supercoupe d'Espagne en 2018
- AC Milan :
  - Champion de Serie A en 2022

### Distinctions
- 2009 : Joueur danois de l'année.
- 2007 : Espoir danois de l'année.
- 2021 :
  - Prix du président de l'UEFA avec l'équipe médicale du Danemark pour le sauvetage de Christian Eriksen lors de l'Euro 2020.
  - 18e au Ballon d'or